# Wipfeld
Wipfeld ist eine Gemeinde im unterfränkischen Landkreis Schweinfurt und ein Mitglied der Verwaltungsgemeinschaft Schwanfeld. Der gleichnamige Hauptort ist ein Weinort im Anbaugebiet Franken.

## Geografie

### Geografische Lage
Wipfeld liegt im Obereisenheim-Wipfelder Maintal rechts des Mains bei Flusskilometer 317,2 am südöstlichen Ende des Landkreises Schweinfurt. Die höchste Erhebung ist mit 315 Metern der Speiersberg. Die Gemarkung des Ortes beträgt 521 Hektar, davon sind 85 Hektar mit Reben bepflanzt.
Im Umkreis liegen die beiden größeren Städte Schweinfurt (15 km) und Würzburg (27 km). Nach Werneck und Volkach sind es 10 und nach Gerolzhofen 15 Kilometer.
Geologisch liegt Wipfeld am nördlichen Rand der Wipfeld-Prichsenstädter Störungszone. Dabei handelt es sich um eine herzynisch streichende, tektonische Verwerfung. Sie weicht von den typischen geologischen Lagerungsverhältnissen Unterfrankens ab.

### Nachbargemeinden
Nachbargemeinden sind (von Norden beginnend im Uhrzeigersinn): Waigolshausen, Röthlein, Kolitzheim, Eisenheim und Schwanfeld.

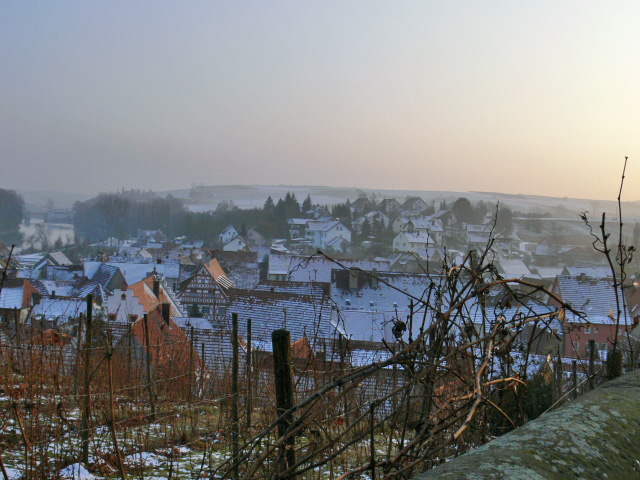
Blick auf Wipfeld im Winter (2006)

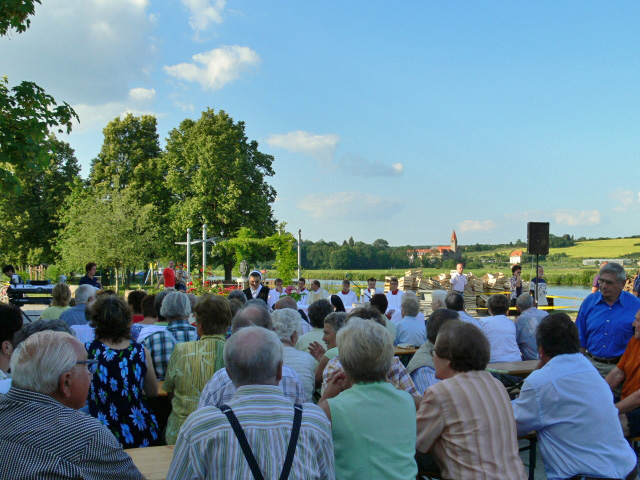
Gottesdienst am Follinaplatz mit Blick auf das Kloster St. Ludwig (2006)

Heilige Messe in der Pfarrkirche St. Johannis (2007)

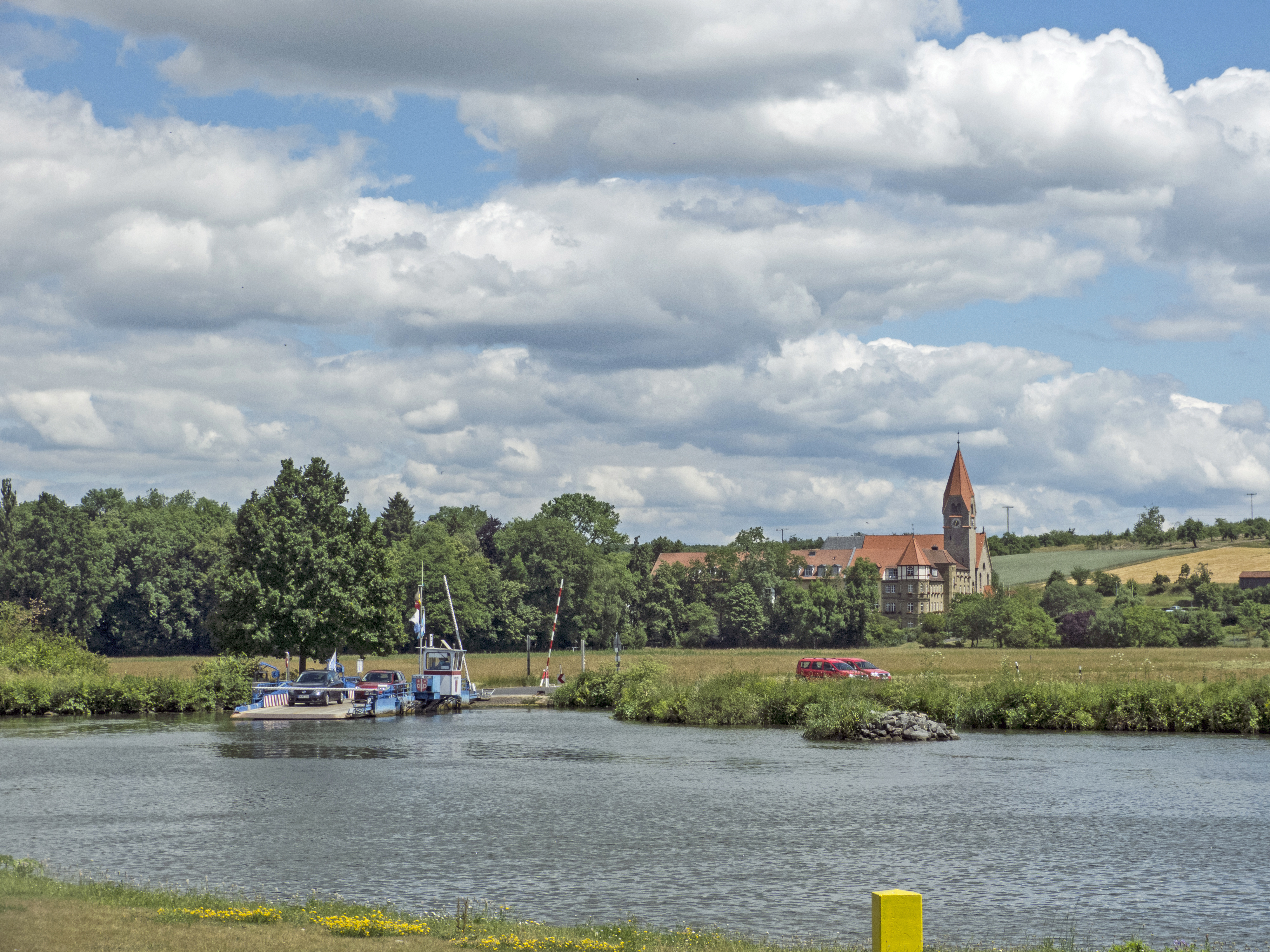
Fähre Wipfeld vom Mainufer aus gesehen

### Gemeindegliederung
Wipfeld hat zwei Gemeindeteile:
- St. Ludwig (Kloster)
- Wipfeld (Pfarrdorf)

Der Gemeindeteil St. Ludwig liegt am linken Mainufer und kann mit der Mainfähre erreicht werden. Dort befinden sich fünf Schwefelheilquellen, die um 1800 entdeckt wurden. Sie bildeten die Grundlage für den Kurbetrieb des Ludwigsbades von 1811 bis 1901. Danach wurde das Benediktinerkloster ausgebaut und ein Gymnasium eingerichtet. Heute befindet sich dort das Antonia-Werr-Zentrum, eine heilpädagogische Jugendhilfeeinrichtung für Mädchen und junge Frauen in der Trägerschaft der Kongregation der Dienerinnen der heiligen Kindheit Jesu vom dritten Orden des heiligen Franziskus in Oberzell. Mainabwärts liegt der Ortsteil Schloss Klingenberg.

## Geschichte

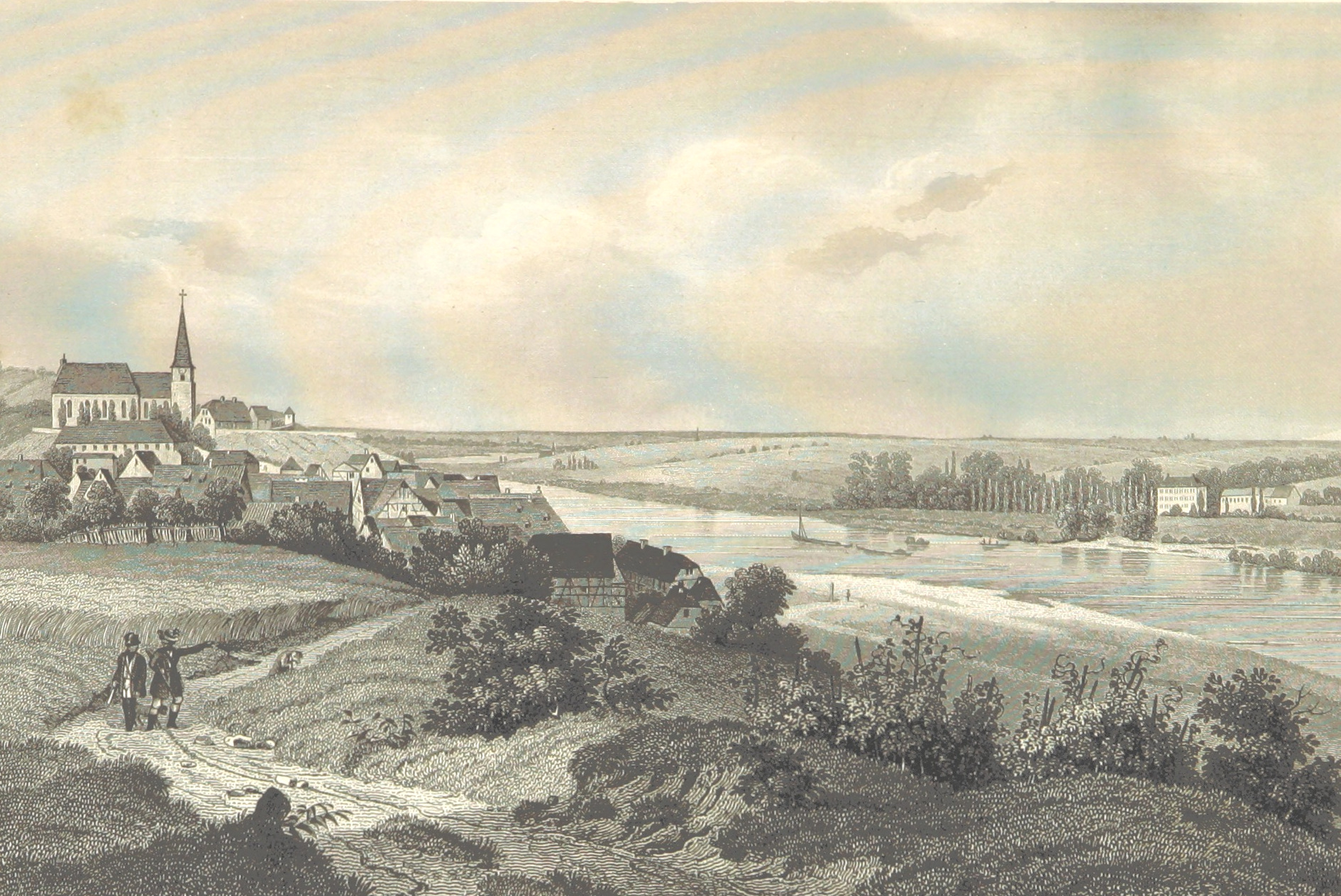
Wipfeld 1847

Erstmals urkundlich erwähnt wurde Wipfeld am 21. April 918, als der Freisinger Bischof Dracholf den Ort dem Kloster Schwarzach schenkte. Die Namensherkunft ist ungeklärt; als Bestimmungswort wird der Personenname Wipo bzw. Wippo angenommen. Seit Ende des 14. Jahrhunderts hatte ein Centgericht seinen Sitz im Ort. 1737 wurde der Gemeinde das Marktrecht verliehen. Die Entdeckung von fünf Heilquellen auf der linken Mainseite Ende des 18. Jahrhunderts führte zum Bau des Ludwigsbades, das nach dem Verkauf an die Benediktiner ab 1901 zum Kloster St. Ludwig ausgebaut wurde. Mit Conrad Celtis und Eulogius Schneider stammten zwei markante Persönlichkeiten aus diesem kleinen Weinort. Von 1987 bis 1995 war Wipfeld Modellgemeinde der Städtebaulichen Dorferneuerung sowie Modellvorhaben für den Forschungsbereich städtebauliche Erneuerung von Dörfern und Gemeindeteilen des experimentellen Wohnungs- und Städtebaus beim Bundesministerium für Raumordnung, Bauwesen und Städtebau. Der sehenswerte Ortskern mit zahlreichen historischen Gebäuden ist entlang des Celtis-Rundwegs zu erkunden.
Wichtige Daten der jüngeren Vergangenheit waren:
- 1938–1952 Bau von Schleuse und Staustufe
- 1956 Schulneubau auf dem Kirchberg
- 1957 Bau der Wasserversorgung
- 1963 Dienerinnen der heiligen Kindheit Jesu erwerben Kloster St. Ludwig
- 1965 Beginn der Flurbereinigung
- 1969 Beginn der Weinbergsumlegung zur Lage Wipfelder Zehntgraf
- 1973 Bau der Kelterstation
- 1980 Wipfeld und Schwanfeld gründen eine Verwaltungsgemeinschaft
- 1980 Wipfeld erhält ein Gemeindewappen
- 1980 Inbetriebnahme der Kläranlage (Zweckverband Stammheimer Gruppe)
- 1984 Absturz eines Kampfflugzeugs der britischen Streitkräfte bei Wipfeld
- 1986 Inbetriebnahme einer neuen Motorwagenfähre
- 1987 Wipfeld wird Modellgemeinde der städtebaulichen Dorferneuerung
- 1996 Die Kommunen Follina (Italien) und Wipfeld besiegeln eine Gemeindepartnerschaft
- 1997 Zehntgrafenweinweg und -laube sowie der Celtis-Rundweg werden eröffnet
- 2002 Wipfeld ist Drehort der TV-Sendung Junger Wein und alte Lieder
- 2003 Einweihung des Antonia-Werr-Zentrums nach dem Um- und Ausbau
- 2009 Das Literaturhaus mit Literaturmuseum wird eröffnet

### Religionen
Die überwiegende Mehrheit der Wipfelder ist römisch-katholisch.

### Einwohnerentwicklung
Im Zeitraum 1988 bis 2018 sank die Einwohnerzahl von 1088 auf 1068 um 20 Einwohner bzw. um 1,8 %. 1995 hatte die Gemeinde 1179 Einwohner.
Quelle: BayLfStat

## Politik

### Bürgermeister
Tobias Blesch (CSU/Unabhängige Wähler) ist seit 1. Mai 2014 Erster Bürgermeister; dieser wurde am 15. März 2020 bei einer Wahlbeteiligung von 70,4 % mit 84,3 % der Stimmen wieder gewählt.

### Gemeinderat
Der Gemeinderat hat neben dem Ersten Bürgermeister zwölf Mitglieder. Bei der Wahl am 15. März 2020 lag nur der gemeinsame Wahlvorschlag von CSU und Unabhängigen Wählern vor, dessen zwölf Bewerber mit den meisten Einzelstimmen somit für 2020 bis 2026 den Gemeinderat bilden.
In der Amtszeit 2014 bis 2020 war die CSU mit sieben Mandaten und die Wählergruppe mit fünf Mandaten vertreten.

### Wappen
| | Blasonierung: „In Rot ein silberner Wellenpfahl, beseitet von den silbernen Großbuchstaben CI im Spiegelbild, darüber je ein sechsstrahliger silberner Stern.“ |
| Es wurde in Anlehnung an das Dichterwappen des in Wipfeld geborenen Conrad Celtis gestaltet. Die Gemeinde führt das Wappen seit 1978. Es wurde vom Grafiker Ossi Krapf geschaffen. | |

### Gemeindepartnerschaften

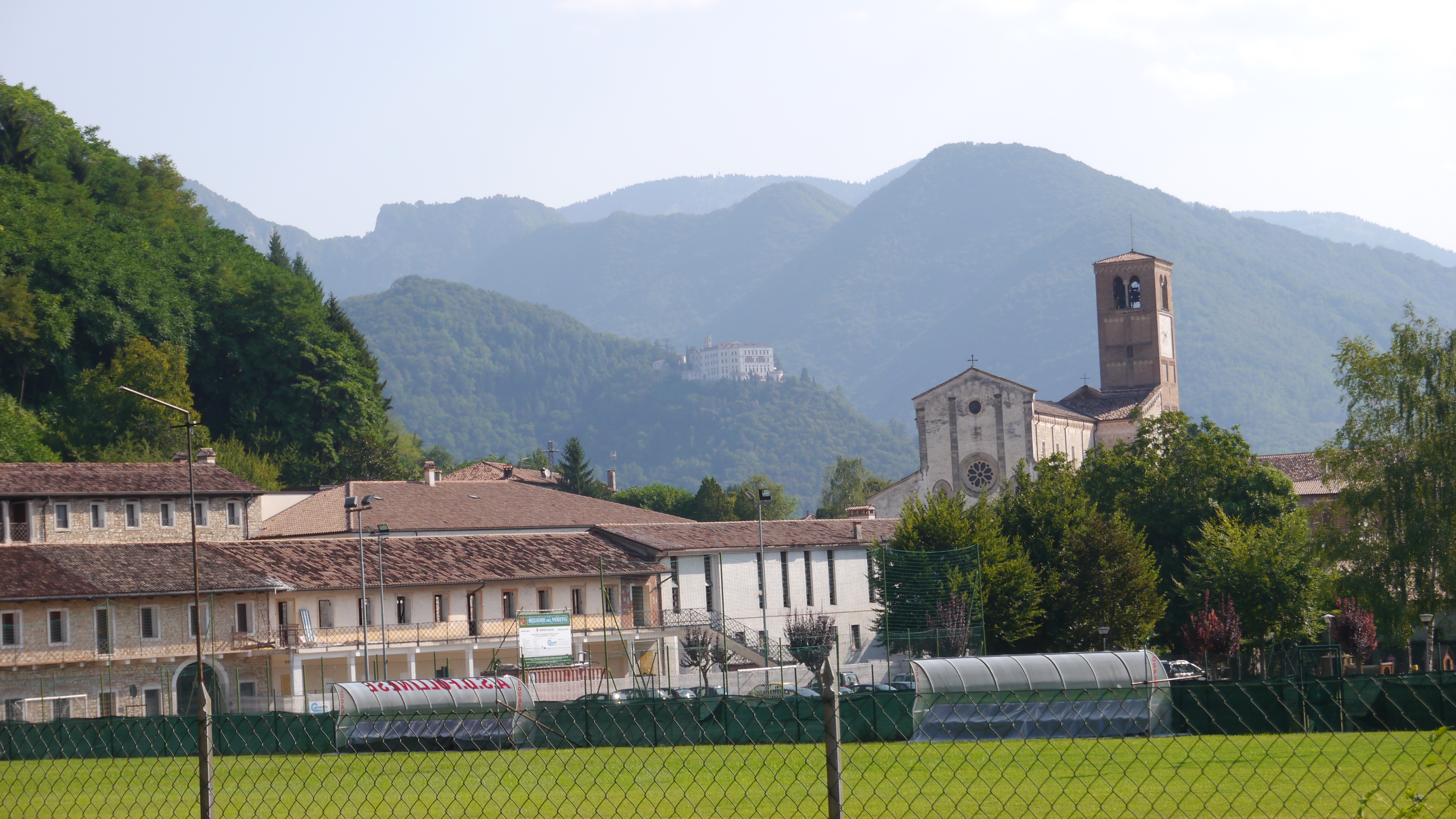
Italienische Partnerstadt Follina

Mit der Gemeinde Follina in Italien besteht eine Gemeindepartnerschaft. Der Ort liegt im Prosecco-Gebiet zwischen Valdobbiadene und Vittorio Veneto etwa auf halber Strecke. Follina hat einen gut erhaltenen mittelalterlichen Ortskern und ein Zisterzienserkloster aus dem 14. Jahrhundert.

## Kultur und Sehenswürdigkeiten

### Museen
- Das Literaturhaus Wipfeld im ehemaligen Baderhaus enthält eine Ausstellung über das literarische Schaffen der Söhne der Gemeinde[7]

### Baudenkmäler
- Über dem Ort steht die katholische Pfarrkirche St. Johannes der Täufer, deren Langhaus in den Jahren 1786/87 errichtet wurde. Der Chorraum wurde bereits 1615 erbaut. Der Turm stammt aus dem Jahre 1599 und ist ein Julius-Echter-Turm. Die klassizistische Innenausstattung der Kirche stammt von Materno Bossi.
- Die Klosterkirche zur Heiligen Familie in St. Ludwig wurde in den Jahren 1906–09 erbaut und ist im Beuroner Stil ausgestattet.
- Das ehemalige Würzburger Amtshaus mit Treppengiebel am Marktplatz wurde 1580–1583 unter Julius Echter von Mespelbrunn errichtet.
- Das Rathaus mit Fachwerk, Altane und Walmdach wurde 1727 erbaut.
- Das Pfarrhaus entstand wohl am Ende des 17. Jahrhunderts und wurde am Aufgang zur Pfarrkirche errichtet. Das persönliche Wappen des Heidenfelder Propstes Albert Hoch wurde am Gebäude angebracht.

### Vereine
- Der FC Wipfeld wurde 1921 gegründet. Der Vereinsbetrieb umfasst die Sportarten Fußball, Korbball und Leichtathletik.
- Der Musikverein Wipfeld e. V. wurde 1967 gegründet und widmet sich der Pflege der örtlichen Blasmusik.
- Der Weinbauverein Wipfeld e. V. vertritt die Interessen der ansässigen Winzer und fördert den Weintourismus.
- Der Gesangsverein Liederkranz Wipfeld e. V. widmet sich dem Gesang.

### Naturschutzgebiet
Auf dem linksmainischen Gemarkungsgebiet erstreckt sich auf 72 Hektar Wiesengelände das Naturschutzgebiet Wipfelder Mainaue bei St. Ludwig.

### Regelmäßige Veranstaltungen
Traditionsreiche Weinfeste sind die Weinbergswanderung an Christi Himmelfahrt, das Promenadenweinfest Ende Juni sowie das Straßenweinfest um Mariä Himmelfahrt. Die Pfarrjugend veranstaltet traditionell ein jährliches Johannisfeuer.

## Wirtschaft und Infrastruktur
In Wipfeld besteht eine Zweigstelle der Raiffeisenbank Volkacher Mainschleife - Wiesentheid.

### Weinbau

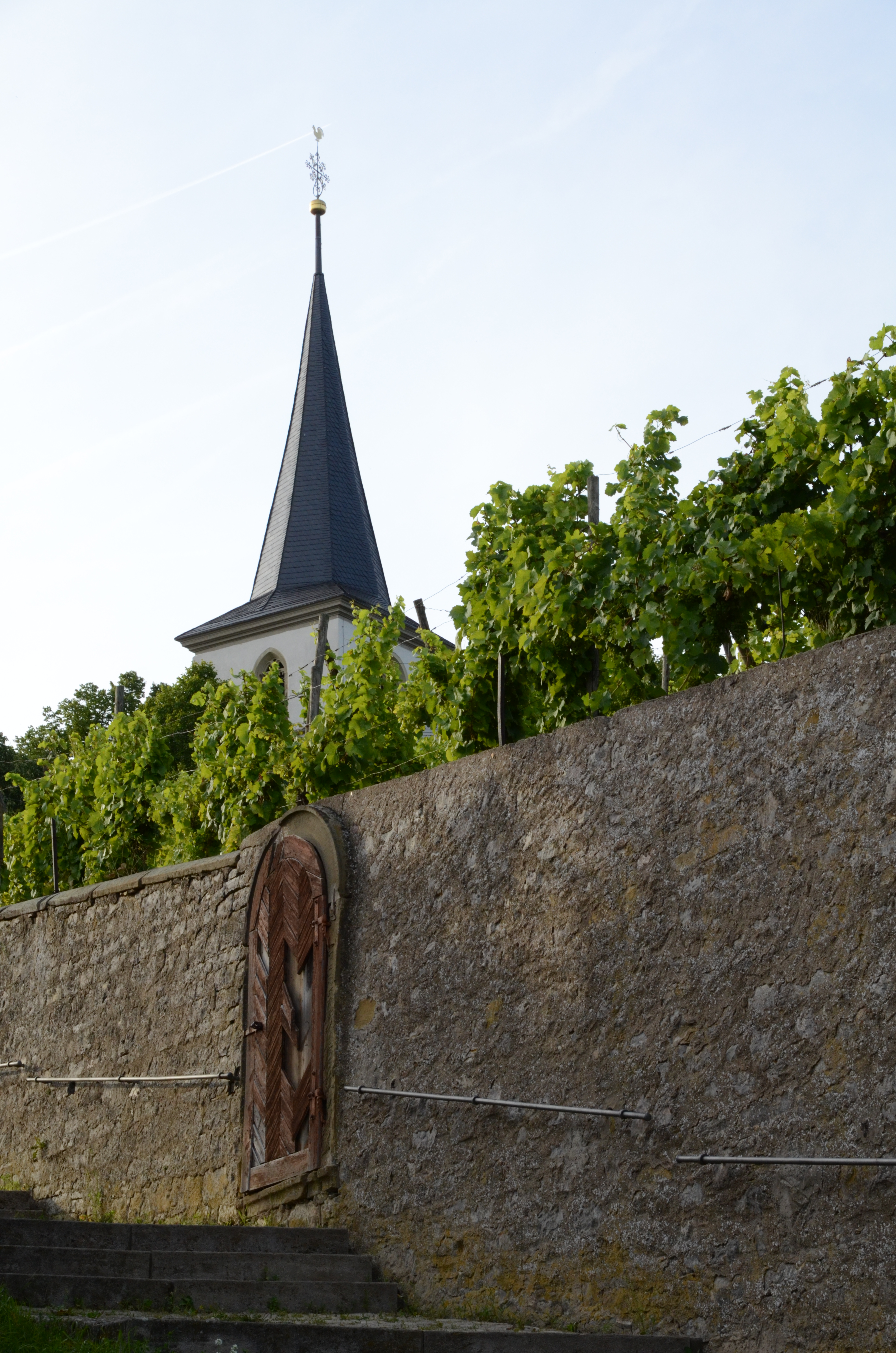
Um die Johanneskirche wird ebenfalls Weinbau betrieben

Wipfeld ist heute bedeutender Weinbauort im Anbaugebiet Franken. Eine Weinlage existiert um das Dorf, der Wein wird seit dem Jahr 1971 unter dem Namen Wipfelder Zehntgraf vermarktet. Die Bezeichnung Zehntgraf resultiert aus der historisch irrtümlichen Verbindung des Flurnamens Zehntlein mit dem Zentgericht. Wipfeld ist Teil des Bereichs Volkacher Mainschleife, bis 2017 waren die Winzer im Bereich Maindreieck zusammengefasst. Die Muschelkalkböden um Wipfeld eignen sich ebenso für den Anbau von Wein, wie die Lage in der Maingauklimazone, die zu den wärmsten Deutschlands gehört.
Bereits seit dem Frühmittelalter betreiben die Menschen um Wipfeld Weinbau. Die fränkischen Siedler brachten wohl im 7. Jahrhundert die Rebe mit an den Main. Erstmals erwähnt wurde der Weinbau im Jahr 1244. Im Mittelalter gehörte die Region zum größten zusammenhängenden Weinbaugebiet im Heiligen Römischen Reich. Die Menschen betrieben zumeist Nebenerwerbsweinbau zur Selbstversorgung, gleichzeitig bildeten sich bereits Exportzentren insbesondere entlang des Maines heraus. Die Wipfelder boten ihre Weine auf dem Markt im nahen Volkach an.
Der Weinbau erlebte nach der Säkularisation zu Beginn des 19. Jahrhunderts einen umfassenden Niedergang. Vor allem klimatisch weniger begünstige Lagen gab man vollständig auf. Zusätzlich erschwerte das Aufkommen von Schädlingen wie der Reblaus den Anbau. Konsolidieren konnte sich die Weinbauregion Franken erst wieder in der zweiten Hälfte des 20. Jahrhunderts. Der Einsatz von Düngern und verbesserte Anbaumethoden hatten dazu ebenso beigetragen wie die Organisation in Genossenschaften und die Flurbereinigung der 1970er Jahre.
Die Weinkultur prägt heute den Jahresablauf in dem Maindorf. Der 3,3 Kilometer lange Zehntgrafen-Weinweg informiert seit 1997 über alles Wissenswerte rund um den Wein und zieht insbesondere Ausflugstouristen an. An der Kirchbergsteige befindet sich einer der ältesten Weinberge Deutschlands, der noch mit dem gemischten Satz bepflanzt ist. Mitte August veranstalten die Wipfelder ein Straßenweinfest, daneben haben während der Frühlings- und Sommermonate die Weingüter als Heckenwirtschaften geöffnet. In den Betrieben werden vor allem Weißweinsorten ausgebaut.
| Weinlage  | Größe 1976 | Größe 1993 | Größe 2019 | Himmelsrichtung | Hangneigung | Hauptrebsorten           | Großlage            |
| --------- | ---------- | ---------- | ---------- | --------------- | ----------- | ------------------------ | ------------------- |
| Zehntgraf | 55 ha      | 100 ha     | 113 ha     | Süden           | 10–30 %     | Müller-Thurgau, Silvaner | Volkacher Kirchberg |

### Verkehr
- Durch die Gemarkung Wipfeld fließt der Main. Bei Flusskilometer 317 befindet sich der kleinste Binnenhafen Bayerns.
- Die Mainfähre verbindet Wipfeld mit dem Gemeindeteil St. Ludwig.
- Der Main-Radweg führt durch die Gemeinde.
- In der Gemarkung liegt die Staustufe mit Wasserkraftwerk sowie eine Schiffsschleuse. Das Kraftwerk mit zwei Kaplan-Turbinen ging 1951 in Betrieb. Bei einer Fallhöhe von 3,2 bis 4,3 Meter kommt es auf insgesamt 2900 Kilowatt Leistung. Die Jahresstromerzeugung entspricht dem Bedarf von über 5700 Durchschnittshaushalten. Betreiber der von der Rhein-Main-Donau AG errichteten Anlage ist Uniper.
- Der 1. Motoryachtclub Nürnberg e. V. unterhält in Wipfeld bei Flusskilometer 316,7 einen Sportboothafen.

### Bildung
- Die Von-Pelkhoven-Schule im Antonia-Werr-Zentrum ist eine Schule zur Erziehungshilfe und zur Lernförderung.

### Medien
Amtliches Mitteilungsblatt der Gemeinde ist das Wipfelder Amtsblatt.

## Söhne und Töchter der Gemeinde
- Conrad Celtis (1459–1508), deutscher Humanist und Dichter
- Eulogius Schneider (1756–1794), Franziskaner (OFM), Jakobiner und Religionsphilosoph
- Engelbert Klüpfel (1733–1811), bedeutender katholischer Theologieprofessor der Aufklärung
- Nikolaus Müller (1758–1833), Schultheiß und Urbild eines Managers

## Sonstiges
Der Ort hat eine funktionsfähige Ortsrufanlage, die zur Information der Bürger durch den Bürgermeister dient.